# 伍國慶
伍國慶（Mike Eng、Ng5 Gwok3hing3，1946年9月14日—），祖籍廣東台山，美國華裔政治人物，民主党員，曾任加利福尼亚州第49选区州眾議院議員，2018年競逐州参議員失敗， 2019年1月起任加州失業保險上訴委員會成員，其妻赵美心为历史上第一位华裔女性国会议员。夫妻兩人年輕時都參加過海外青年暑期返國研習團（俗稱「美加營」或「愛之船」）。